# 笑う警官 (佐々木譲)
『笑う警官』（わらうけいかん）は、佐々木譲による日本の警察小説。

## 概要
“道警シリーズ”の第1作。『このミステリーがすごい!』の2005年版で10位にランクインした。北海道警裏金事件にインスピレーションを得て書かれた。
映画化され、2009年秋に公開された。また、2013年にテレビドラマ化された。
「マルティン・ベックシリーズ」の一作『笑う警官』と同じタイトルであるが、角川春樹に「マルティン・ベックのような警察小説を書きませんか」と誘われたのが執筆動機で、同作へのオマージュそのものと言っても良いと文庫本のあとがきで語っている。元々、単行本刊行時のタイトルは『うたう警官』だった。「うたう」とは、自白することを意味する隠語で警察官の場合には内部の不正などを外部に漏らすことを意味するが、当時から「意味が分かりにくい」という意見があった。映画化決定の際、出版元の角川春樹事務所から改題を打診され、文庫化に伴い『笑う警官』に改題された。
書籍情報
- 単行本：『うたう警官』 2004年12月発行、角川春樹事務所、ISBN 4-7584-1045-3
- 文庫版：『笑う警官』 2007年5月発行、ハルキ文庫、ISBN 978-4-75843286-3（巻末解説：西上心太）

## あらすじ
札幌のマンションで女性の変死体が発見される。管内の大通署から捜査員が急行すると、被害者は道警本部の婦人警官であると判明する。それから間もなく、現場検証も途中であるのに、事件が事件だから、という理由で捜査は早々に本部へと引き継がれた。そして、容疑者は被害者の恋人だったという同僚の津久井だと断定される。津久井は覚醒剤の常習者で、拳銃を所持している可能性が濃いとして、身柄を発見した際に抵抗を受けたら拳銃を使用してよいと通達される。更に、SATの出動。
過去に津久井とおとり捜査で組んだことのある佐伯が津久井に連絡を取ると、必死に無実を訴えてきた。過去の経験から盟友とも言うべき存在である津久井を信じ、彼の無実を証明するために、有志を集めて極秘裏に捜査を進めることにする。
津久井は翌日、道警の不祥事について道議会の百条委員会に証人として出席する予定である。射殺許可は、それを阻むための口封じとも取れる。期限はわずかに24時間、津久井を匿い続けるには長く、婦人警官殺しの真犯人を見つけるにはあまりにも短すぎる。しかも、有志として集まったメンバーの中に内通者がいるようでもある。佐伯は無事に津久井を議会へ送り届けることができるのか。

## 登場人物

### 主要人物
佐伯 宏一（さえき こういち）
長万部署・道警本部・釧路署などを経て、札幌大通署刑事課に配属される。階級は警部補、年齢は44歳。音楽隊に所属していたこともあり、サックスは趣味でも吹いている。いつか道警のメンバーでジャズ・バンドを結成するのが夢。釧路署地域課時代に、タイ人娼婦の人身売買事件のおとり捜査員として津久井と共に選ばれ、当時の過酷な経験から互いに信用しあっている。離婚歴がある。
津久井 卓（つくい すぐる）
道警本部生活安全部銃器薬物対策課所属。郡司と同じ部署で共に銃器摘発の実績を上げた。階級は巡査部長。34歳。苫小牧市出身。水村の交際相手だった。旭川中央署地域課時代に、おとり捜査員として佐伯とタッグを組んだ。
新宮 昌樹（しんぐう まさき）
稚内署地域課に所属していた。捜査員経験が全くないまま、札幌大通署刑事課に配属された若い刑事。父親も警察官だった。有志の一人に。
小島 百合（こじま ゆり）
大通署生活安全課総務係の所属。35歳前後。離婚歴がある。有志の一人。
植村 辰男（うえむら たつお）
刑事課盗犯係の捜査員。階級は巡査部長。50歳過ぎ。よくダジャレを言う。有志の一人。
町田 光芳（まちだ みつよし）
大通署刑事課強行犯係の捜査員。階級は警部補。先月まで釧路中央署交通課所属だった。有志の一人。
諸橋 大悟（もろはし だいご）
千歳署総務課所属。大異動前は大通署盗犯係に15年在籍したベテラン。階級は警部補。
岩井（いわい）
町田の部下。3月まで地方の署に勤めていた。有志の一人だったが、津久井が直接的でないにせよ、「うたった」ことを知りチームを抜ける。
大森 久雄（おおもり ひさお）
大通署交通課所属。今回の事件の性急さに疑問を持ち、佐伯に連絡を取り協力を申し出る。

### 警察官
水村 朝美（みずむら あさみ）
道警本部生活安全部防犯総務課所属。階級は巡査。道警が捜査拠点の一つとして使っていたマンションで殺害される。元ミス道警で、採用された年の中では一番人気を誇った美人。津久井とは半年ほど前から表面上の付き合いだけで肉体関係を断っていた。
永末（ながすえ）
大通署鑑識課員。一昨年まで機動隊所属だった。
長正寺 武史（ちょうしょうじ たけし）
道警本部機動捜査隊所属。階級は警部。
石岡 正純（いしおか まさずみ）
道警本部生活安全部長。郡司の不祥事を受けて、警察庁が送り込んできた。階級は警視長。40歳。妻は文科省のキャリアで、妻子を東京に残しての単身赴任。
浅野 忠雄（あさの ただお）
道警本部警備部長。東大法学部卒。今回の事件を直接指揮する。

### その他
笠井 寛司（かさい かんじ）
羽幌署焼尻駐在所に単身赴任で勤めていた警官。階級は巡査部長。裏金作りマニュアルとその書類の隠滅指示書をマスコミにリークしたと疑いをかけられていた。死をもって自らの潔白を訴え、「私はうたっていない」という言葉を遺して自殺する。
前島 博信（まえじま ひろのぶ）
盗品等有償譲り受け容疑と、関税法違反容疑で逮捕される。中古車の密輸をしていた。マカロフを不法所持していたが、「許可をもらっていた」また、「本部に話は通っているのか」などと話す。逮捕直後に本部から待ったがかかり、取り調べが滞る。
太田（おおた）
水村朝美の遺体が発見されたマンションの管理人。
安田（やすだ）
ジャズバー「BLACK BIRD」のマスター。元警察官。不祥事（暴力団員の女に手をつけた）を起こし、退職した。佐伯たち裏捜査本部の拠点となる。
谷川 五郎（たにがわ ごろう）
水村朝美殺害現場のマンションにあった液晶テレビを質屋に売ろうとした。腹話術の人形のような顔。

## 映画
クランクインの3週間前に前任監督が降板し、企画が流れるのを避けるため、角川春樹が急遽、脚本を書き直した上で監督した。2008年9月18日より撮影開始、同年11月にクランクアップ。公開は2009年11月14日。原作がベストセラーということ以外に集客要素がなく、演出だけで勝負しなければならなくなった角川は、集客用に米国歌手のホイットニー・ヒューストンに主題歌を依頼した。角川にとっては1997年の『時をかける少女』以来11年ぶりの監督作となり、「動員が150万人を超えなかったら映画を辞める」と東映側と約束している。しかし15億と角川が見積もった実際の興行成績は3億円弱、観客動員数は10万人に満たなかったと言われている。

### キャスト
- 佐伯宏一：大森南朋
- 小島百合：松雪泰子
- 津久井卓：宮迫博之
- 新宮昌樹：忍成修吾
- 植村辰男：螢雪次朗
- 町田光芳：野村祐人
- 岩井隆：伊藤明賢
- 安田：大友康平
- 足の悪いチンピラ：松山ケンイチ
- テレビキャスター：大和田伸也
- 百条委員会委員長:平泉成

谷川五郎：中川礼二
- 水村朝美：乙黒えり
- 浅野貴彦生活安全部長：矢島健一
- 石岡正純刑事部長：鹿賀丈史

※石岡と浅野の役名と役柄が原作とは逆転している。

### スタッフ
- 原作：佐々木譲「笑う警官」
- 脚本・製作総指揮・監督：角川春樹
- 脚本：橋本匡弘
- 音楽：大島ミチル
- 撮影：仙元誠三
- 主題歌：ホイットニー・ヒューストン「夢をとりもどすまで」
- 配給：東映
- 製作：「笑う警官」製作委員会（ハルキエンタテインメント、角川春樹事務所、東映、東映ビデオ、よしもとクリエイティブ・エージェンシー、讀賣新聞、ディー・エヌ・エー、サンブック、報知新聞社、クオラス）

### エピソード
- キャスティングの際、角川春樹は宮迫博之や中川礼二が芸人であることを知らず、役者であると思い込んでいた。それぞれのプロフィールに「雨上がり決死隊」「中川家」と書いてあるのを所属事務所名であると勘違いし、「変わった名前の事務所があるもんだ」と思ったという[5]。
- 公開日の舞台挨拶の際、角川春樹が「崔洋一が続編に当たる『警官の紋章』を映画化したい」と思っていることを暴露した[6]。
- 撮影を担当した仙元誠三は、本作で引退作する覚悟を持って臨み、クランクアップ時には照明担当の渡辺三雄と号泣したが、結局、本作で引退とはならず、引退作は2016年に公開された村川透監督の『さらば あぶない刑事』となった[7]。

### DVD
2010年5月21日発売。発売元はよしもとアール・アンド・シー、販売元は東映 / 東映ビデオ。
- 笑う警官（1枚組）
  - 映像特典
    - メイキング オブ 笑う警官
    - インタビュー集
    - キャンペーン映像集（東京国際映画祭、初日舞台挨拶）
    - 劇場予告編・TVスポット

  - 初回限定特典
    - リバーシブルジャケット仕様

## テレビドラマ
2013年7月29日、TBS系列「月曜ゴールデン」にて「北海道警察 笑う警官」のタイトルでテレビドラマ化された。主人公が佐伯から小島に変更され、津久井との交流があるのも小島であるなど、物語中での立ち位置・役回りも入れ替えられている。